# شبكة التلفزيون المسيحي
شبكة التلفزيون المسيحي هي شبكة بث تلفزيوني غير هادفة للربح وتبث برامج دينية مسيحية. ويقع مقرها في لارغو في ولاية فلوريدا. القناة الرئيسية للشبكة هي قناة WCLF والتي تأسست في عام 1979. بالإضافة إلى الشبكة الرئيسية، تملك الشبكة قناة CTNi، وهي قناة مسيحية ناطقة باللغة باللغة الاسبانية؛ وقناة LifeStyle Family TV التي تتوجه أغلب برامجها التلفزيونيّة للأسرة، وتقدم أيضًا برامج ترفيهية مع وجهة نظر مسيحية.

## مواقع خارجية
- Official site